# 驹哥传
《濠江風雲》（英語：Casino）是1998年上映的一部香港電影，由鄧衍成執導，任達華、方中信、郭可盈、吳毅將等主演。敍述有關以尹國駒（別名「崩牙駒」，也是主要投資者和出品人）事記作藍圖版本而製。

## 劇情
該片敍述於1991年，由尹志巨（別名 崩牙巨，任達華 飾，也是以「崩牙駒」人物原型）接受香港記者方穎寧（郭可盈 飾）訪問，說述有關由他自幼加入黑社會，慢慢變成頭目。香港社團頭目魚欄燦（陳惠敏 飾，以「街市偉」（吳文新，別名吳偉）人物原型）想利用巨和炳爺（吳志雄 飾，以「摩頂平」人物原型）相對鬥爭，因此互相衝突開始。直至巨變成強大，把炳逐出澳門以外。雖然如此，但同時巨要付上最大沉重代價，包括因為前妻（蔡少芬 飾，以建安娜人物原型）過著寧靜生活而離開和分手、小廖（方中信 飾，以「七小福」小耀及「水房賴」姊夫人物原型）因患上癌症而去世，另一方面儘管炳逐出澳門，也同時面對一場風雨爭鬥問題和自身發覺失去一切更多。

## 主要演員
| 角色                  | 影射人物                             | 演員   | 粵語配音 |
| 尹志巨（別名 崩牙巨） | 「崩牙駒」尹國駒                     | 任達華 | 任達華   |
| 小廖                  | 「耀仔」(賴東生之姊夫)               | 方中信 | 方中信   |
| 石岐杜                | 「石岐嘟」，但形象較為正面           | 鄭則仕 | 鄭則仕   |
| 小李                  | 「水房賴」賴東生                     | 吳毅將 | 鄧榮銾   |
| 香港記者 方穎寧       |                                      | 郭可盈 | 鄭麗麗   |
| 羅炳（別名 嚤囉炳）   | 「摩頂平」                           | 吳志雄 | 楊捷康   |
| 國豪                  |                                      | 陳 豪  | 高翰文   |
| 大洪                  |                                      | 林偉亮 | 古明華   |
| 盞鬼                  | 名字上似「猛鬼添」葉錦添，但經歷不同 | 蔡業信 | 周志輝   |
| 程龍（別名 爛命龍）   |                                      | 程東   | 程東     |
| 魚欄燦                | 「街市偉」吳文新                     | 陳惠敏 | 高翰文   |
| 崩牙巨母親            |                                      | 夏萍   | 黃鳳英   |
| 崩牙巨前妻            |                                      | 蔡少芬 | 蔡少芬   |
|                       |                                      | 李道瑜 |          |
| 大頭                  |                                      | 吳廷燁 | 高翰文   |
| 賭客                  |                                      | 方平   | 方平     |

## 製作和拍攝
該片由天洪電影製作公司和出品人尹國駒拍攝，於1998年1月初進行拍攝，而拍攝地點則全部在澳門拍攝，地點包括澳門君怡酒店、葡京賭場等。

## 爭議
但有消息指出，因為過於高調行事，成為後來法庭審判尹國駒時的重要證物，結果在1999年12月20日澳門回歸前，被澳門法院裁定以參與黑社會、放高利貸、洗黑錢、擁有軍火、非法賭博等罪名判入獄15年，經上訴後減刑至13年10個月 。2012年12月1日，尹國駒正式出獄。

## 外部連結
- 互联网电影数据库（IMDb）上《驹哥传》的资料（英文）
- 香港影庫上《驹哥传》的資料（繁體中文）